# ایندیرا جوشی
ایندیرا جوشی (به انگلیسی: Indira Joshi) (نپالی: इन्दिरा जोशी، متولد ۱۸ ژوئیه ۱۹۸۶ (شراوان ۰۳، 2043 BS)) خواننده زن نپالی است. ایندیرا جوشی خواننده برجسته زن برای موسیقی مدرن، پاپ، پلی بک و همچنین داور برنامه استعداد یابی بین‌المللی بنام نپال ایدل (Nepal Idol) است. ایندیرا جوشی پس از انتشار اولین آلبوم با نام با من برقص (Dance With Me) که اولین آهنگ محبوبش راتو غنگره (Rato Ghanghara) بود که او را به شهرت رساند. بیشتر آهنگهای او شاد و پر انرژی است و همین باعث معروفیت او شده‌است.

## دوران کودکی
ایندیرا جوشی در ۱۸ ژوئیه ۱۹۸۶ متولد شد (شراوان ۰۳، 2043 BS) و پنجمین فرزند از بین هفت خواهر و برادر است. پدر و مادرش جانهاوی پراساد جوشی و خانم هستند. آلاکناندا جوشی در منطقه ناوالپاراسی، پاراسی بازار، منطقه لومبینی، نپال. دوران کودکی ایندیرا سرشار از علاقه به موسیقی بود، از همان کودکی او در مسابقات آواز و رقص محلی شرکت می‌کرد. همواره هنگام اجرای برنامه‌ای در مدرسه و سایر رویدادهای محلی، اولین انتخاب بود. تا ۵ سالگی در مدرسه شبانه‌روزی انگلیسی لیتل پلنت (Little Plant) تحصیل کرد و تا زمانی که ابتدایی (SLC) خود را به پایان رساند به مدرسه انگلیسی متوسطه سایاپاتری (Sayapatri) رفت. سپس برای دریافت دیپلم و پردیس به شانگر دیو و دانشکده عمومی پیوست و بعداً برای مدارج بالاتر خود به گولدن گیت اینترنشنال پیوست.

## حرفه موسیقی
در حالی که کلاس پنجم بود، به کاتماندو رفت تا در مسابقه آواز تلویزیونی کو بهنده کو کام (Ko Bhanda Ko Kam) در تلویزیون نپال شرکت کند این مساقه یک نمایش تلویزیونی بسیار محبوب برای بچه‌ها در زمان خود بود، پس از کسب مقام اول مشتاق یادگیری در کلاس‌های آواز بود، اما به دلیل کوچک زیاد، والدینش آماده نبودند که او را تحت نظارت بستگانش رها کنند. بعداً، او پس از اتمام تحصیلات متوسطه خود به کاتماندو بازگشت. در سن ۱۷ سالگی مجدداً در مسابقه آواز تلویزیونی دیگری بنام نپالی تارا شرکت کرد که در آن زمان یک برنامه تلویزیونی محبوب استعداد یابی بود و در آنجا جایگاه شماره ۱ زنان را بدست آورد. نمایش نپالی تارا او را به عموم معرفی کرد. بعداً در سال ۲۰۱۱ او اولین آلبوم خود با نام با من برقص "Dance With Me" را منتشر کرد اما ساخت آلبوم قبل از این دشوار بود. او مبلغ زیادی برای تولید ترانه‌های خود هزینه کرد اما نوازندگان درگیر هرگز پروژه را برای او به پایان نبردند. در سومین تلاش خود، سرانجام موفق شد و آلبوم انفرادی "Dance With Me" را در ۲۵ مارس ۲۰۱۱ منتشر کرد.
او داور نمایش بین‌المللی نپال آیدل است. همچنین او یک مسابقه آواز و رقص تلویزیونی برای کودکان، بنام مسابقه موی سالم کلینیک، که توسط کانال کانال برگزار شد را داوری کرد. همچنین داوری میس نپال ۲۰۱۶ و من هانت نپال ۲۰۱۷ بوده‌است.

## خوانندگی
ایندیرا جوشی اولین آلبوم خود یعنی با من برقص"Dance With Me" را در سال ۲۰۱۱ منتشر کرد که در آن آهنگ شماره یک آلبوم چوباندی چولی آنی راتو غنگره (Chaubandi Choli ani Rato Ghanghara) بسیار محبوب است. سپس شروع به انتشار تک آهنگ‌هایش به همراه موزیک ویدیو کرد. وی یک خواننده موفق در زمینه پخش است. او برای تعداد زیادی فیلم‌های موفق خوانندگی کرده‌است.
او همچنین با خواننده هالیوودی شان کینگستون برای آهنگی به نام "Timi ra Ma" ساخته ایرج ویراتنه - (U & Me) همکاری کرده‌است. وی همچنین برای آواز "Behuli" که در نپال محبوب است با ایرج ویراترنه، خواننده سریلانکایی همکاری کرده‌است. همچنین آهنگ آزمایشی آنها "فقط با یک کلیک" مورد توجه قرار گرفت. پروژه اخیر آنها "Mero Baba" است، آهنگی که به پدران اختصاص داده شده‌است. آنها به همکاری خود ادامه می‌دهند. قرار داد آنها تا خواندن ۳۰۰ آهنگ ادامه خواهد داشت.
- با من برقص ۲۰۱۱ (به انگلیسی: Dance With Me)
- بازدیدهای ایندیرا جوشی ۲۰۱۵ (به انگلیسی: Hits of Indira Joshi)
- تیما را ما (به انگلیسی: Timi ra Ma) ۲۰۱۷

جدا از آهنگ‌های سینمایی تعداد زیادی از آلبوم‌های مجموعه، تک آهنگ، آهنگ‌های میهن پرستانه و آهنگ‌های پاپ اجرا کرده‌است.

## جوایز و دستاوردها
- برنده مسابقه کو بهنده کو کاام (Ko Bhanda Ko Kaam)
- بانوی شماره ۱ زن نپالی تارا
- جذاب‌ترین صدای دلربا در نپالی تارا
- بهترین اجرای آواز زن (پاپ) - افتخارات کانتی پور - ۲۰۱۱
- جوایز منتقدان کامانا- (کمک به موسیقی نپالی) - ۲۰۱۸
- سفیر صلح جوانان - (فدراسیون جهانی صلح)
- سفیر برند - (روغن مو مخصوص دابور) - ۲۰۱۸ - تا به امروز
- سفیر حسن نیت برای اهدای خون - NRNA (انجمن صلیب سرخ نپال) - ۲۰۱۹
- جایزه موسیقی دی ری نا برای همکاری بین‌المللی

## آهنگ‌ها
چند آهنگ از ایندیرا جوشی است
| نام فارسی | انگلیسی |
| --- | --- |
| - چوباندی چولی آنی راتو غنگره - بهولی - موتور سیکلت ما - رلیمائی - اودرکو چولی - ماری لانو کی چا را - مگن بانایو - روژو روجو - فقط با یک کلیک - مرو بابا - تیمی را ما - ماکی مارانا - ری میکس (تصمیم بگیرید) - قهوه چیا - اک پالتا - تولی - دوست دختر - راهبندان - توتیو تارا اوکاش ما - جاو کی ناجاو شاهکار کوتومبا - باجی پرم کو - زیبایی محلی - حسنا سیکائو ساتی - کانچا لو سودویو مالایی - رات کو کورا - ماهانا لاگان - تیمی سامانا بیترا | - Chaubandhi Choli ani Rato Ghanghara - Behuli - Motorcycle Ma - Relimai - Udhereko Choli - Mari Lanu K Chha Ra - Magne Banayo - Rujhu Rujhu - Just One Click - Mero Baba - Timi ra Ma - Macchi Marana – Remix (Decide) - Chiya Coffee - Ek Palta - Thuli - Girlfriend - Traffic Jam - Tutyo Tara Aakash Ma - Jau ki najau feat Kutumba - Baji Prem Ko - Local beauty - Hasna sikayeu sathi - Kanchha le sodhyo malai - Raat ko kura - Mohani lagaune - Timi samjhana bhitra |